# Азартные игры в Таиланде

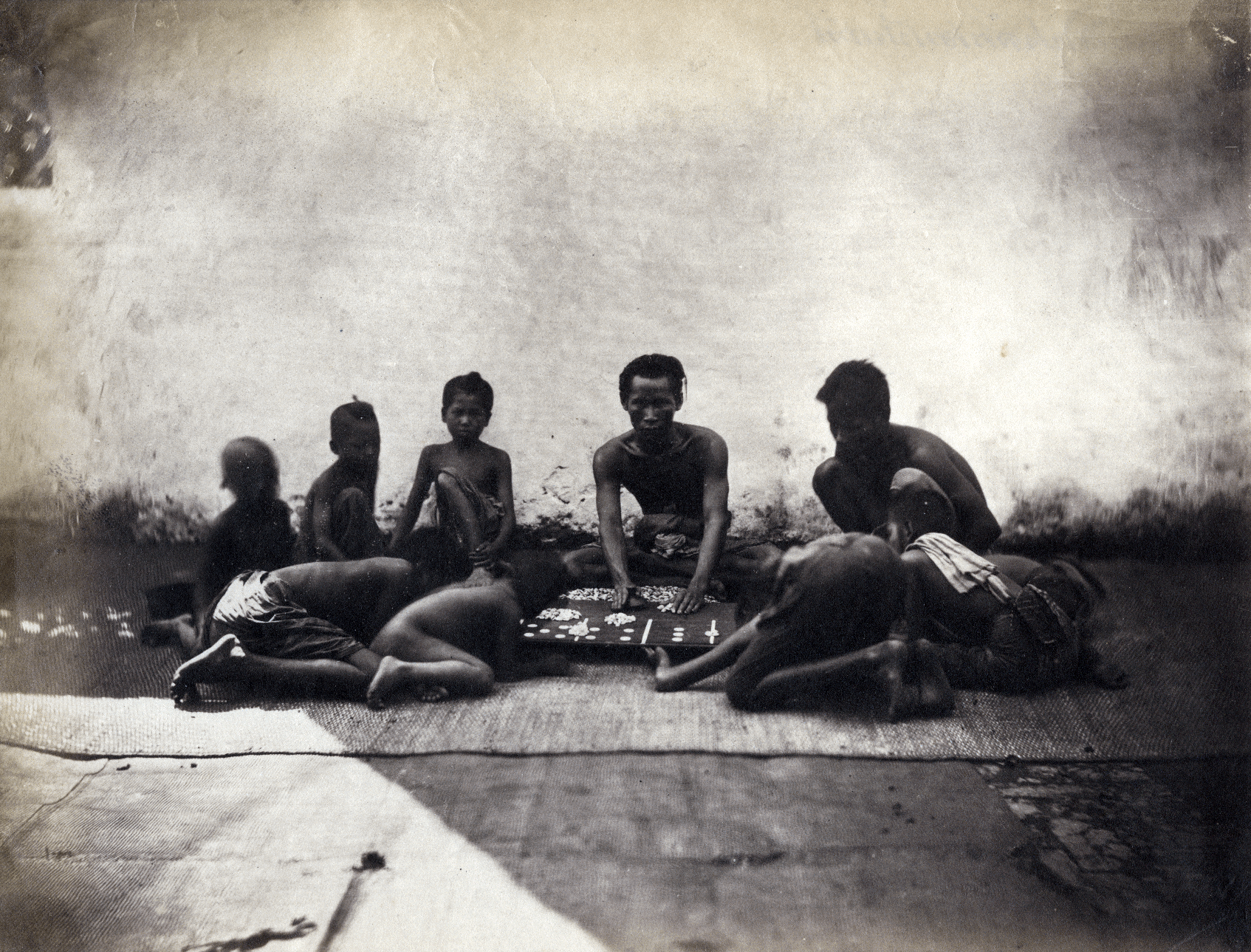
Сиамская уличная азартная игра

Азартные игры в Таиланде, кроме ставок на скачки или спонсируемые правительством Тайские лотереи, запрещены в Таиланде. Запрет исходит к закону Об азартных играх 1935 года. Закон об игральных картах 1943 года запрещает частное владение более чем 120 игральными картами без одобрения правительства.. Тем не менее, в стране проводятся незаконные азартные игры в казино (Thai: บ่อนการพนัน) и другие формы игорного бизнеса в Бангкоке и некоторых провинциальных городах.
Азартные игры давно является особенностью тайского общества. Местные тайцы принимали участие в более чем 100 известных азартных играх. Некоторых игровые формы, такие как петушиные бои, бои быков и морские гонки являются исконными для Сиамской культуры.
В конце XIX века в Сиаме был отмечен значительный рост числа азартных игр. Люди начали играть в азартные игры чаще. Разнообразные игры были освоены от торговцев и иммигрантов. Именно в этот период лотереи были завезены из Китая и стали популярны в Сиаме.
В течение десятилетий правительство Таиланда разрешало легальные игорные притоны. Во время правления короля рамы III правительство Таиланда рассматривало легальные игорные притоны, как источник доходов. Со временем притоны были закрыты, чтобы ослабить преступную деятельность и банкротства, связанные с игорным бизнесом. Во время правления короля рамы V игорный бизнес был запрещен. Все игорные заведения были закрыты 1 апреля 1917 года.
Закон Об азартных играх впервые был принят в 1930 году и пересмотрен в 1935 году. Во время премьерства Кхуанг Aphaiwong, Министерству финансов было поручено легализовать игорный бизнес в районе Пранбури провинции Прачуапкхирикхан, расположена между Центральным и Южным Таиландом. Однако, период легализации казино длился не долго. Под атакой со стороны СМИ и общественности, правительство отказалось от попыток получать дополнительный доход от казино и азартные игры запрещены в очередной раз.

## Формы игр

### Казино
Несмотря на законы против азартных игр, нелегальные казино широко распространены в Таиланде. Первые масштабные игорные дома были созданы в Аюттхае правительством в конце 17-го века — в начале 18-го века в результате быстрого роста китайского населения. За 19-й век число игорных домов увеличилась соответственно росту китайских иммигрантов. Для урегулирования игр и налогообложения китайского населения в Таиланде, правительство Таиланда закрывало глаза на азартные игры среди китайских иммигрантов. В результате молчаливого одобрения, местные жители также стали играть в азартные игры. После принятия в 1930 году закона об азартных играх в тайском обществе были полностью запрещены казино и азартные игры.

### Лотереи
Лотерея была введена в Таиланде для китайских иммигрантов в 1820 году. В начале в лотерею хуай в основном играли китайские эмигранты. Во время правления короля Рамы III это стимулировало обращение валют, а приносило национальный доход.

### Правительственные лотереи
Во время правления короля Рамы VI, правительство ввело лотереи в качестве меры для сбора налогов. В 1939 году правительство Луанг Phibun Сонгкра создало лотерейные бюро, чтобы организовывать регулярные ежемесячные лотереи в Таиланде. Затем, к 1989 году, розыгрыши лотереи проводились до двух раз в месяц, обычно 1 и 16 числа каждого месяца. В одном раунде участвовало до тридцати восьми миллионов билетов. 28 процентов от стоимости продажи лотерейного билета шло в государственный доход, 12 % — в администрацию и управление игрой, 60 процентов от полученной суммы возвращалось игрокам в виде призов. Самой популярной лотереей в Таиланде является Thailand Government Lottery, её билеты имеют водяные знаки для защиты от подделок.

### Спортивные игры
Футбол является наиболее новой формой незаконного игорного бизнеса в Таиланде. В результате новых цифровых технологий, таких, как онлайн-транзакции, спутниковое телевидение, интернет и мобильный телефон системы ставок на футбольные игры широко распространились среди населения Таиланда. В 2010 году за участие в таких ставках на Чемпионате мира по футболу было арестовано более 1700 человек.

## Социальные проблемы
Запрет на азартные игры в Таиланде вводился давно. В буддизме азартные игры являются одним из четырёх пороков, которые ведут к разорению людей. В тайском обществе эта концепция называется abaiyamuk (อบายมุข) или «врата ада». Ислам также запрещает азартные игры. Они отвлекают от полезных дел, молитв и поминания Бога (Коран 5:91).
Для непрофессионала, азартные игры — это то, чего следует избегать, если человек хочет быть свободным от страданий. Тайцы часто приводят старую пословицу «десять погибших в огне не эквивалентны одному проигравшему в азартных играх», которая отражает социальные проблемы, связанные с азартными играми в тайской культуре. Проблемы включают в себя насилие, финансовые проблемы, зависимость от азартных игр. Несмотря на запрет, игорный бизнес по-прежнему остается важнейшей частью тайской жизни. Тайцы часто играют на различных церемониях и фестивалях.
Центр Министерства здравоохранения по исследованиям азартных игр Таиланда предоставляет ряд психологических услуг тем, у кого появилась зависимость от игр. Для тайцев, азартные игры—лотереи, казино, ставки на итоги футбольного матча и другие варианты рассматриваются, как развлечение. В целом в Таиланде азартные игры рассматривают скорее как социальные проблемы, нежели медицинские.